# Vuze
Vuze (старое название — Azureus) — свободное кроссплатформенное программное обеспечение для работы с файлообменными сетями по протоколу BitTorrent с поддержкой анонимного обмена данными по протоколам I2P, Tor и Nodezilla.
Написан на языке Java. Функции графической оболочки выполняет библиотека SWT.
Как и программы подобного рода, Vuze предназначен для быстрого распределения файлов среди пользователей, причём каждый клиент одновременно является также и сервером (то есть, не только получает пакеты с данными, но и отправляет их другим клиентам сети).
Vuze распространяется под лицензией GNU GPL.
Локализация доступна для 52 языков, включая русский, а также имеет подробную онлайн-справку на английском, французском, немецком и польском языках.

## Возможности
- Шифрование протокола;
- Поддерживает анонимный обмен данными по протоколам I2P, Tor и Nodezilla[англ.];[2]
- Технологии peer exchange и распределённые хеш-таблицы (DHT) снижают зависимость клиента от трекера;
- Поддержка технологий UPnP, NAT Port Mapping Protocol и NAT traversal обеспечивает лучшую работу в локальных сетях;
- Поддержка μTP;
- Возможность раздачи в режиме super-seeding, благоприятствующем скорейшему появлению новых раздатчиков;
- Технология web seeding;
- Поддержка ссылок на P2P-контент, так называемых magnet links (в том числе bc://);
- Возможность работы через прокси-сервер;
- Поддержка IPv6;
- Поддержка Юникода;
- Воспроизведние потокового видео.

## Версии
Существуют две ветки программы: развивающаяся ныне версия Vuze, которая основана на ядре Azureus версии 2.x, полностью совместима в плагинах и настройках, оформлена в стиле сервиса Vuze (до 5 апреля 2007 года сервис назывался Zudeo), а также версия Azureus 2.5.х.х, которая более не развивается, оставаясь последней классической без сервисов Vuze.
Согласно информации с официального сайта, при выборе классического оформления в Vuze, модули Vuze в память не загружаются.
Так как Azureus собран с использованием фреймворка «Eclipse», с использованием платформо-зависимой библиотеки SWT, необходимо выбирать соответствующий платформе дистрибуционный файл, например, для Linux/AMD64 — Azureus_3.0.5.2_linux-x86_64.tar.bz2.
Развивающийся на текущий момент форк - BiglyBT

## Модификации
- BitTyrant — это разработка Университета Вашингтона по созданию эффективного BitTorrent клиента. BitTyrant базируется на коде Azureus 2.5.X и имеет практически идентичный интерфейс (немного изменена вкладка «Peers» — в ней появились столбики с действиями BitTyrant’а и статистические данные по каждому из peer’ов. Также изменения коснулись меню «Help»). При соединении пользователя, запустившего BitTyrant с роем, другие участники видят клиент с именем «AzureusBitTyrant 2.5.0.0BitTyrant». Основные изменения произошли в механизме загрузки раздачи — BitTyrant собирает статистическую информацию на пиров и на основе этого принимает решение о загрузке или раздаче файла. По данным разработчиков, это увеличивает скорость загрузки на 70 %.[4]